# Коробка Антон Володимирович
Антон Володимирович Коробка — молодший сержант Збройних сил України, учасник російсько-української війни, що трагічно загинув під час російського вторгнення в Україну в 2022 році.
Випускник ліцею № 30 «Олімп» ім. Н. М. Шевченко.
Командир відділення — старший оператор відділення управління вогнем і маневру підрозділами взводу управління командира батареї 1-го гаубично-артилерійської батареї гаубично-артилерійського дивізіону ОЗСП «Азов».
20.03.2022, під час виконання бойового завдання отримав поранення, несумісні з життям.

## Нагороди
- орден «За мужність» III ступеня (2022, посмертно) — за особисту мужність і самовіддані дії, виявлені у захисті державного суверенітету та територіальної цілісності України, вірність військовій присязі, зразкове виконання службового обов'язку.